# École nationale supérieure des beaux-arts
École nationale supérieure des beaux-arts, zkráceně ENSBA (česky Národní vysoká škola krásných umění, do roku 1968 École des beaux-arts) je vysoká umělecká škola typu grande école v Paříži. Sídlí v ulici Rue Bonaparte v 6. obvodu. ENSBA má zhruba 530 studentů. Budovy jsou chráněny jako historické památky.

## Historie školy
Předchůdkyní školy se stala École royale de peinture et de sculpture, kterou v roce 1648 otevřela Královská akademie malířství a sochařství (Académie royale de peinture et de sculpture). Samotná škola byla založená 20. dubna 1797 jako École spéciale de peinture, de sculpture et d'architecture (Speciální škola malířství, sochařství a architektury), v roce 1819 královským výnosem změněna na École royale et spéciale des beaux-arts (Královská a speciální škola krásných umění). Po několika změnách názvů má své označení od roku 1968. V tomto roce se od školy oddělily obory architektury a vznikly Écoles nationales supérieures d'architecture.

## Sídlo školy
Školní budovy se rozkládají na ploše zhruba dvou hektarů na místě bývalého augustiniánského kláštera (Couvent des Grands-Augustins), z něhož se dochovala pouze kaple. Ta je přístupná z hlavního vchodu na Rue Bonaparte. Klášter založila v roce 1608 královna Margot. Škola má mnoho budov pocházející většinou od 17. do 19. století, některé byly postaveny i ve 20. století.
Během Velké francouzské revoluce byl klášter zrušen a roku 1791 přeměnen na sklad uměleckých děl ze zrušených klášterů a zámků, např. z hrobů francouzských králů v bazilice Saint-Denis. V roce 1795 zde otevřel archeolog Alexandre Lenoir Musée des monuments français jako jedno z prvních veřejných muzeí ve Francii. V roce 1816 bylo muzeum přesunuto a budovy předány k užívání umělecké škole.

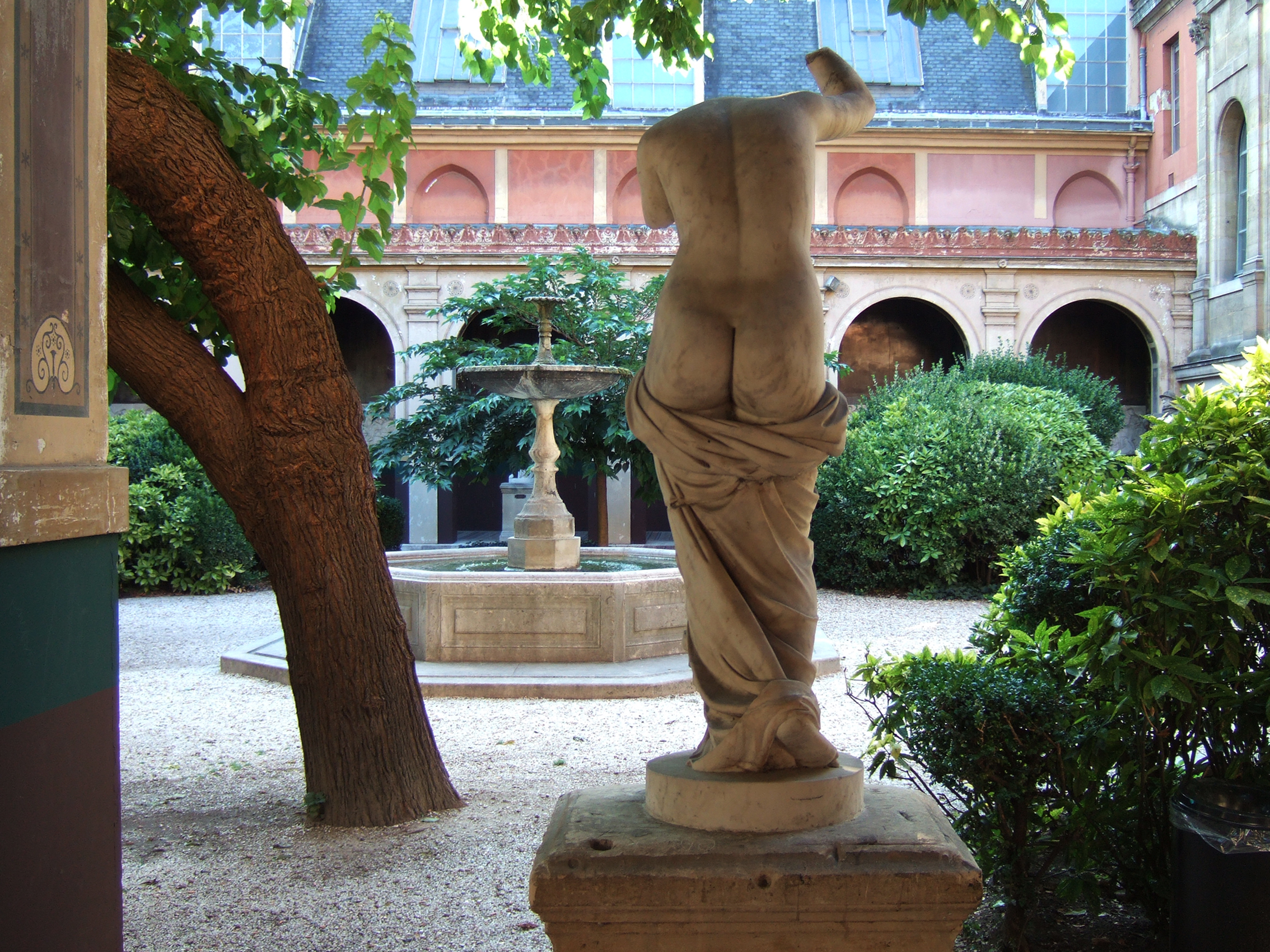
Cour du Mûrier

Další budovy jsou Bâtiment des Loges, ke se konají přijímací řízení, Palais des études, hlavní budova, kterou navrhl po vzoru florentských městských paláců Felix Duban a Hôtel de Chimay, původní městský palác přeměněný na kampus.
V prostoru bývalého kláštera nechal archeolog Alexandre Lenoir vysadit čínský morušovník, který dal název vnitřnímu nádvoří – Cour du Mûrier. V roce 1836 přestavěl architekt Félix Duban oplocení na antické atrium obklopené arkádami. Během Druhého císařství byly zdi pomalovány a vybaveny kopiemi antických soch.

## Organizace školy
Škola je rozdělená do uměleckých ateliérů, ve kterých pracuje 10 až 20 studentů z různých semestrů. Na konci každého roku se uděluje Prix des Amis des Beaux-Arts (Cena přátel krásných umění). Jedná se o sdružení galeristů a sběratelů umění.
Po třech letech studia a úspěšném složení zkoušky získá absolvent diplôme national d'art plastique, zkráceně DNAP (zhruba Národní diplom sochařského umění), který odpovídá titulu bakalář umění.
Ve čtvrtém roce je povinná praxe (v umělecké galerii, muzeu, u významného umělce apod.) nebo strávení výuky v zahraničí. ENSBA udržuje partnerství s uměleckými školami a akademiemi po celém světě, např. Hunter College či Cooper Union v New Yorku, CalArts v Los Angeles, Musashino Art University v Tokiu nebo Instituto Superior de Arte v Havaně.
Na konci pátého roku se konají závěrečné zkoušky diplôme national supérieur d'art plastique, zkráceně DNSAP (Národní vysokoškolský diplom sochařského umění), který odpovídá titulu magistr umění.

## Mediatéka
Školní mediatéka v Palais des études je dokumentační centrum současného umění. Byla založena v roce 1989 a od té doby rozšiřuje své fondy o knihy, výstavní katalogy, umělecké monografie, francouzské a zahraniční umělecké časopisy, audiovizuální dokumenty a práce svých studentů. Přístup do ní mají vedle studentů a profesorů též bývalí absolventi školy. Kunsthistorici, kritici a umělci zde mohou studovat za určitých podmínek.